# ポルトガル王女イザベルの肖像
『ポルトガル王女イザベルの肖像』（ポルトガルおうじょイザベルのしょうぞう、西: La emperatriz Isabel de Portugal, 英: Empress Isabella of Portugal）は、イタリアのルネサンス期のヴェネツィア派の巨匠ティツィアーノ・ヴェチェッリオが1548年に制作した肖像画である。油彩。神聖ローマ皇帝およびスペイン国王のカール5世の発注により制作された作品で、発注の数年前に死去した皇后イサベル・デ・ポルトゥガル・イ・アラゴンを描いている。ティツィアーノはイサベルの肖像画を3点制作したことが知られ、いずれもイザベルの死後に制作されたが、現存しているのは本作品のみである。現在はマドリードのプラド美術館に所蔵されている。

## 人物
イサベル・デ・ポルトゥガル・イ・アラゴンは1503年にポルトガル国王マヌエル1世と2度目の王妃マリア・デ・アラゴン・イ・カスティーリャとの間に生まれた。彼女がカール5世と結婚したのは1526年のことである。政略結婚ではあったが夫婦の仲は良かった。カール5世は広大な帝国を統治するため各地を遍歴したが、結婚後は7年間スペインに留まった。その後カール5世は1529年から1533年4月までスペインに戻らず、2年間スペインに留まったのち1536年末に再び出発した。カール5世との間にはスペインの最盛期を築き上げたフェリペ2世を含む3人の息子と2人の娘が生まれた。夫が留守にしている間、イザベルは摂政としてスペインを統治し、その政治的手腕を発揮した。しかし彼女は若くして世を去ることとなる。1539年、イザベルは7度目の妊娠をしたが、熱病のため子供は死産し、その2週間後の5月1日に35歳で死去した。このときカール5世は40歳、フェリペ2世は13歳であり、カール5世はイザベルの死に立ち会うことができなかった。その後、カール5世が再婚することはなかった。カール5世は1556年に退位すると、マドリードから遠く離れたカセレス県のユステ修道院に隠棲した。カール5世が死去したのはその2年後の1558年9月21日であった。その手にはイザベラが死去したときに持っていた十字架が握られていたという。

## 制作経緯

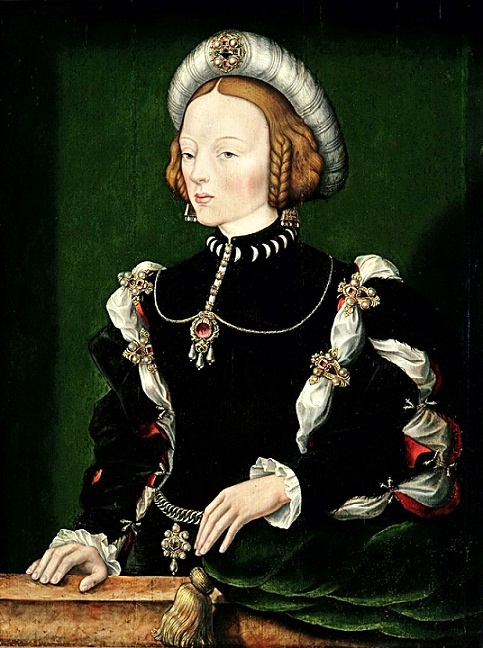
ウィリアム・スクロツの『ポルトガル王女イザベルの肖像』。

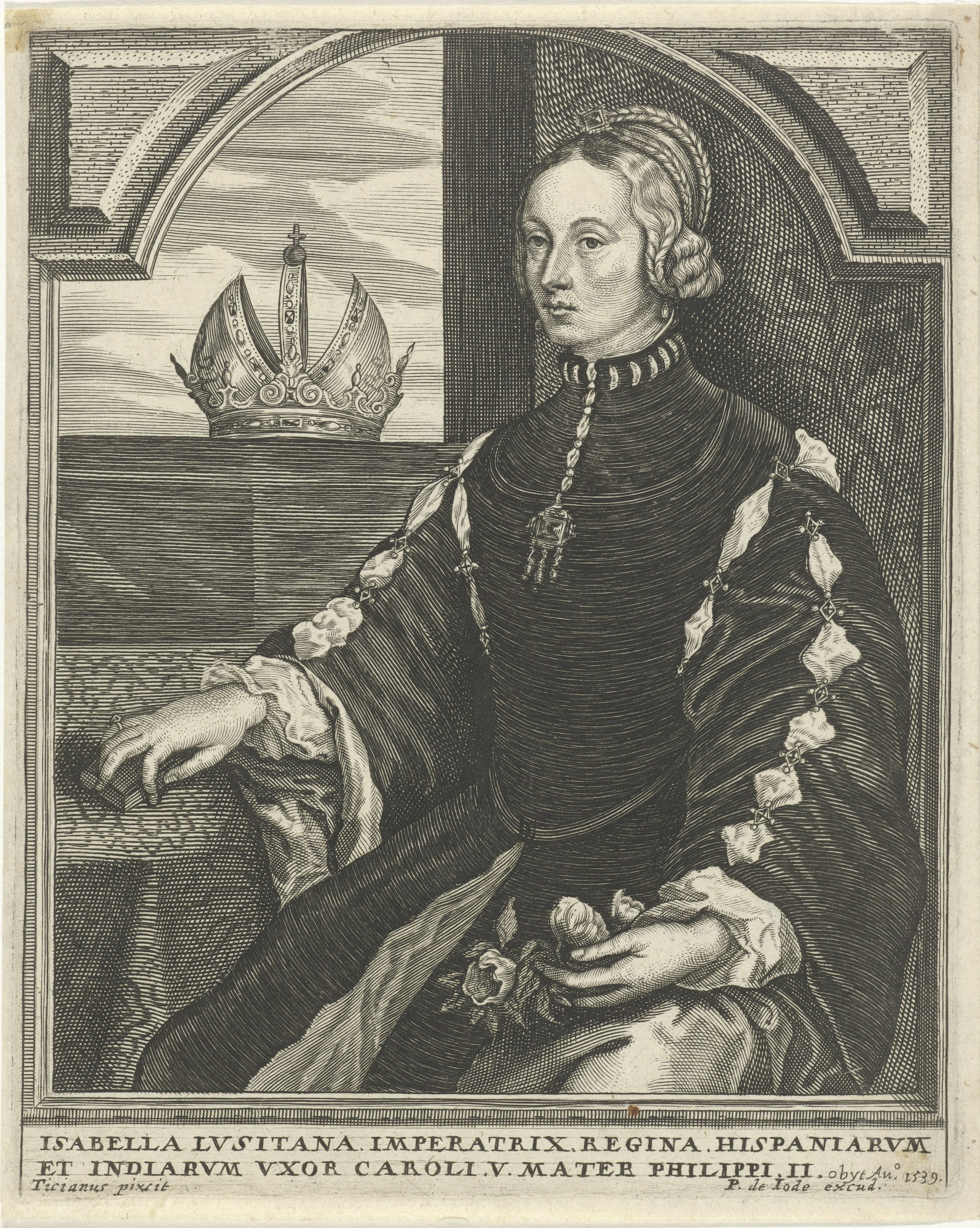
ティツィアーノの第1のバージョンに基づくエッチング。

イザベルが1539年に死去したとき、妻の肖像画がないことに気づいたカール5世はかつてイザベルがマルグリット・ドートリッシュに送った肖像画を取り戻そうとした。同年11月、カール5世は妹のマリア・フォン・エスターライヒから肖像画を受け取ったが、イザベルと似ていなかったことに不満を感じた。そこでカール5世は生前のイザベルを描いた図像があれば、ティツィアーノに肖像画を依頼することができると考えた。
1543年、ピエトロ・アレティーノによれば、カール5世はブッセートにいたティツィアーノにイザベルの小さな肖像画を送った。この肖像画は、おそらく現在はポーランドのポズナン国立美術館に所蔵されているウィリアム・スクロツが制作したものと考えられている。ティツィアーノはこの肖像画に基づいて2年後の1545年にイザベルの肖像画を完成させた。そこではイザベルは黒い服を身にまとい、膝の上に花を載せた姿で描かれており、彼女の背後には王冠が置かれていた。しかしカール5世は肖像画の鼻に不満を感じ、1547年に絵画をアウグスブルクに運んでティツィアーノに修正を依頼した。この最初のバージョンは1604年にエル・パルド宮殿の火災で焼失したが、肖像画の外観は複製や版画から知られている。
この最初のバージョンをもとに、ティツィアーノはアウグスブルクで第2のバージョンである本作品を制作した。肖像画はティツィアーノの手紙から1548年9月1日に完成したことがわかっている。またティツィアーノは第3のバージョンであるテーブルの前に並んで座るカール5世とイザベルを描いた二重肖像画『カール5世と皇后イザベル』（El emperador Carlos V y la emperatriz Isabel de Portugal）を制作した。この肖像画はアルテ・ピナコテークのカール5世の肖像画『カール5世の肖像』（Retrato de Carlos V sentado）とイザベルの最初の肖像画を組み合わせたものである。1734年のアルカサル旧王宮の火事で焼失したが、ピーテル・パウル・ルーベンスによる模写がマドリードのリリア宮殿に残っている。

## 作品

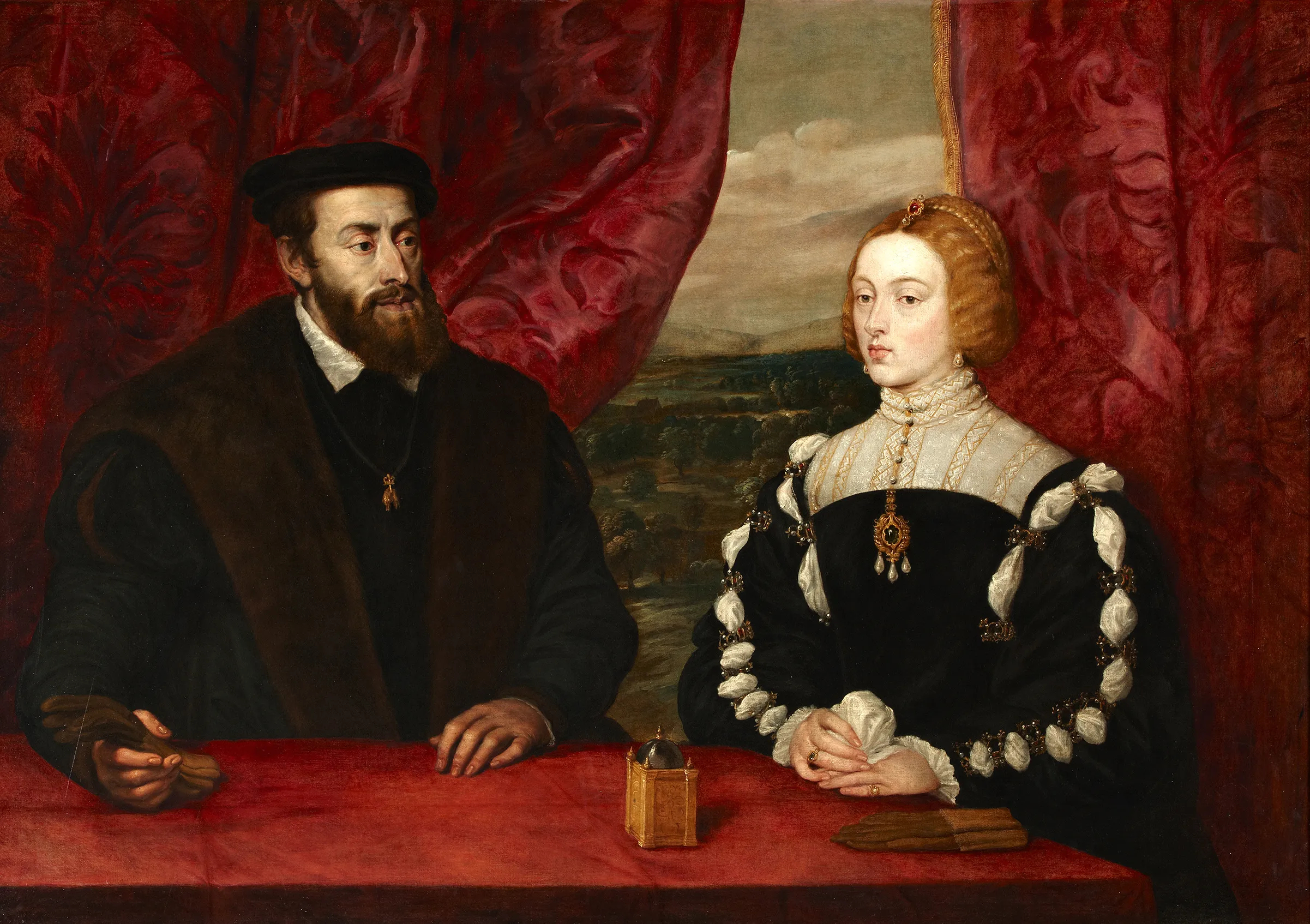
ピーテル・パウル・ルーベンスによるティツィアーノの肖像画の模写『カール5世と皇后イザベル』。リリア宮殿所蔵。

イザベルは風景が見える窓のそばに座っている。彼女は左手に開かれた時祷書を持っている。しかしイザベルは時祷書も鑑賞者の側も見ずに、どこか遠くを見つめている。イザベルは真珠をふんだんにあしらった赤いドレスを身にまとっている。右手の薬指に指輪をはめ、四角にカットされた赤と青の宝石と真珠およびティアドロップの宝石を使用したブローチでパートレットの胸元を飾り、真珠のドレープネックレスをつないでいる。背後のカーテンには神聖ローマ帝国の紋章である王冠を戴いた双頭の鷲が刺繍されている。画面右の窓には木々の緑が豊かな丘や山を望む夕暮れの風景が見える。
イザベルの肖像画はより聖職者的であり、他の皇帝の肖像画に多く見られる遠くを見るような威厳ある感覚を、鑑賞者に対して意図的に伝えている。イザベルの顔は理想化された真っ直ぐな鼻を持っている。第1のバージョンを制作した際に、カール5世から参照のために渡された肖像画はイザベルの生前に描かれたものであったが、そこでは彼女の顔は同時代に言及された特徴である鷲鼻で描かれており、ティツィアーノは肖像画の通りに描いた。しかしカール5世は妻の外見を忠実に再現することではなく、自身の記憶にある妻の姿を目に見える形で再現することを望んでいた。イザベルの顔が青白く生命力に欠けているのは、カール5世が死去した妻が世界から離れて見えることを望んだからかもしれない。
ティツィアーノは1536年にウルビーノ公爵夫人エレオノーラ・ゴンザーガの肖像画を制作する際にルーヴル美術館のラファエロ・サンツィオとジュリオ・ロマーノの『イザベル・デ・レクセンスの肖像』（Ritratto di Dona Isabel de Requesens）を参照したが、本作品においてもそれを踏襲している。
保存状態は良好である。X線撮影を用いた科学的調査では、ティツィアーノが図像に変更を加えた形跡は見つからなかったが、別の女性像を描いたキャンバスを再利用したことが判明している。

## 来歴

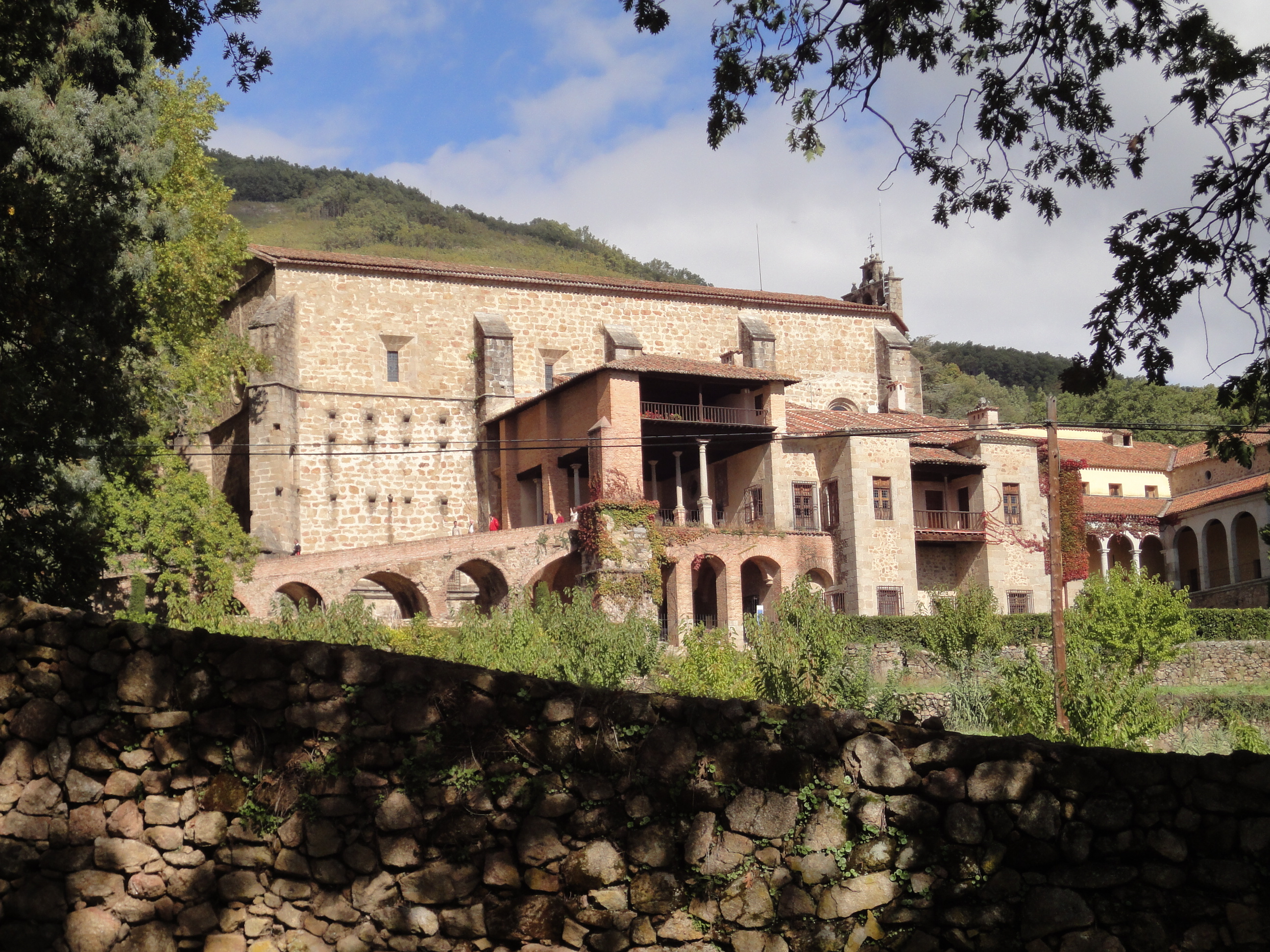
ユステ修道院。

カール5世は1556年にユステ修道院に隠棲した際に本作品を携えて行った。ほかにもティツィアーノの『ラ・グロリア』（La Gloria）、『エッケ・ホモ』（Ecce Homo）、2点の聖母画『両手を組んだ悲しみの聖母』（La Dolorosa con las manos cerradas）と『両手を開いた悲しみの聖母』（La Dolorosa con las manos abiertas）といった絵画を修道院に運んでいる。このうち『ラ・グロリア』は画面右上に、カール5世だけでなくイザベラやフェリペ2世といった彼の家族も描かれている。こうした絵画とともに本作品をユステ修道院に持って行ったことは、カール5世のイザベラに対する愛情と肖像画に対する愛着を物語っている。
本作品はカール5世の娘マリア・デ・アブスブルゴとも関係が深い。神聖ローマ皇帝マクシミリアン2世と結婚したマリアは夫の死去から6年後にスペインに帰国し、デスカルサス・レアレス修道院を最後の住居とした。その際に兄フェリペ2世はデスカルサス・レアレス修道院のために絵画をマリアに貸与している。1636年にはマドリードの旧王宮に移された。王宮が1734年に全焼したのちはブエン・レティーロ宮殿に移され、1772年と1794年に記録されている。1814年から1818年にかけて新王宮に移されたのち、1821年にプラド美術館に収蔵された。

## ギャラリー
退位したカール5世がユステ修道院に持って行ったティツィアーノの絵画は『ポルトガル王女イザベルの肖像』のほかに次のような作品が知られている。

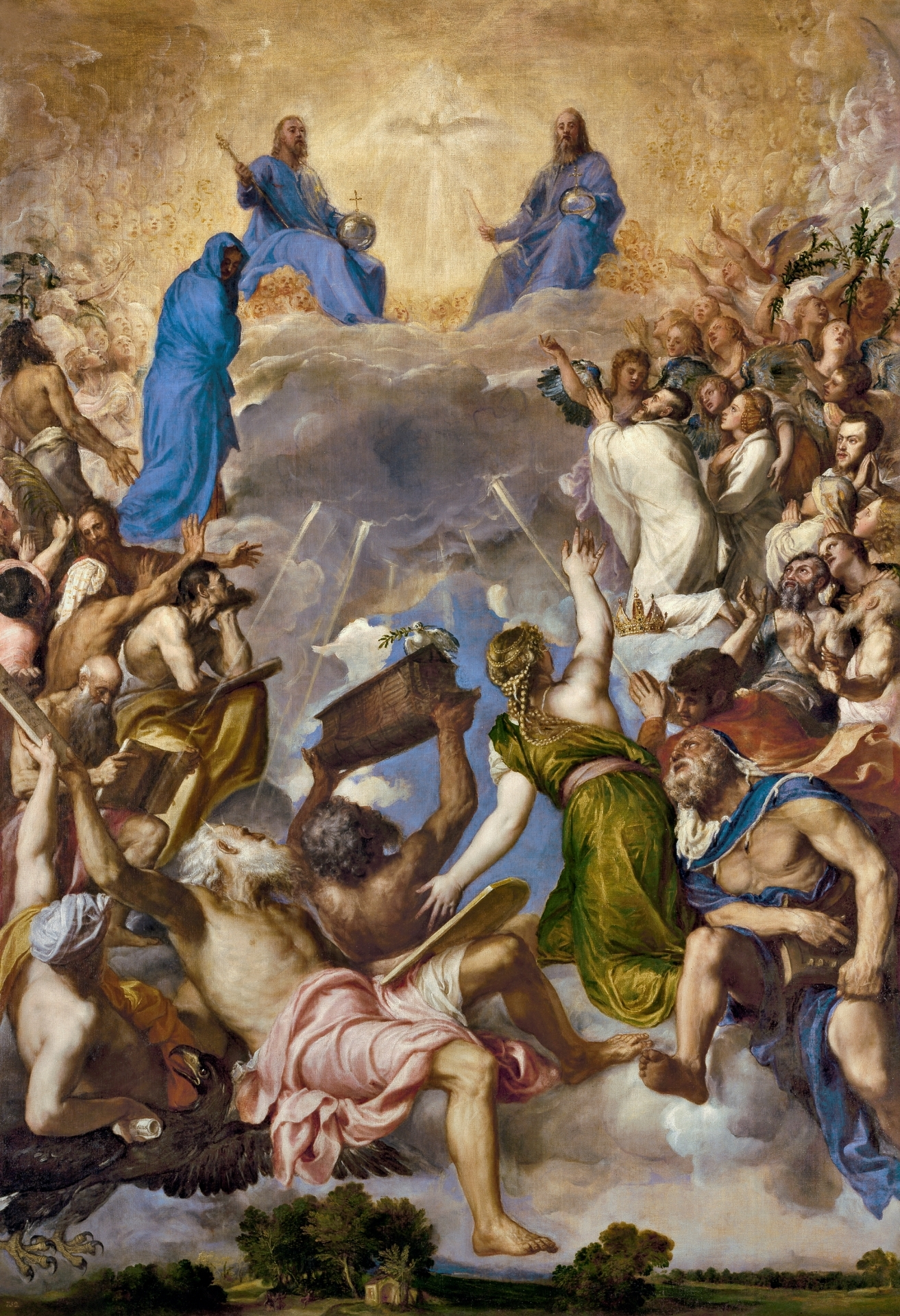
『ラ・グロリア』1551年-1554年 プラド美術館所蔵
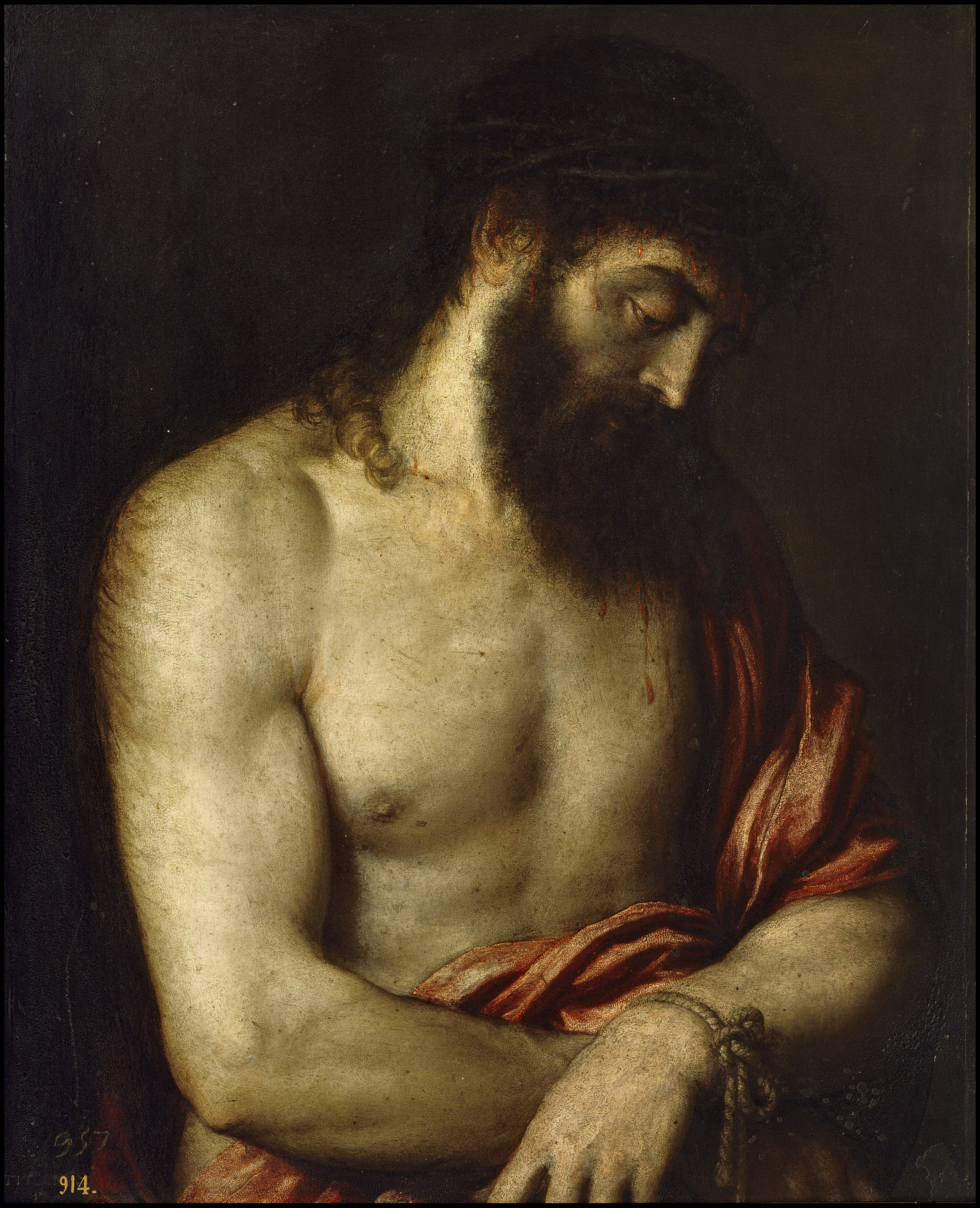
『エッケ・ホモ』1547年 プラド美術館所蔵
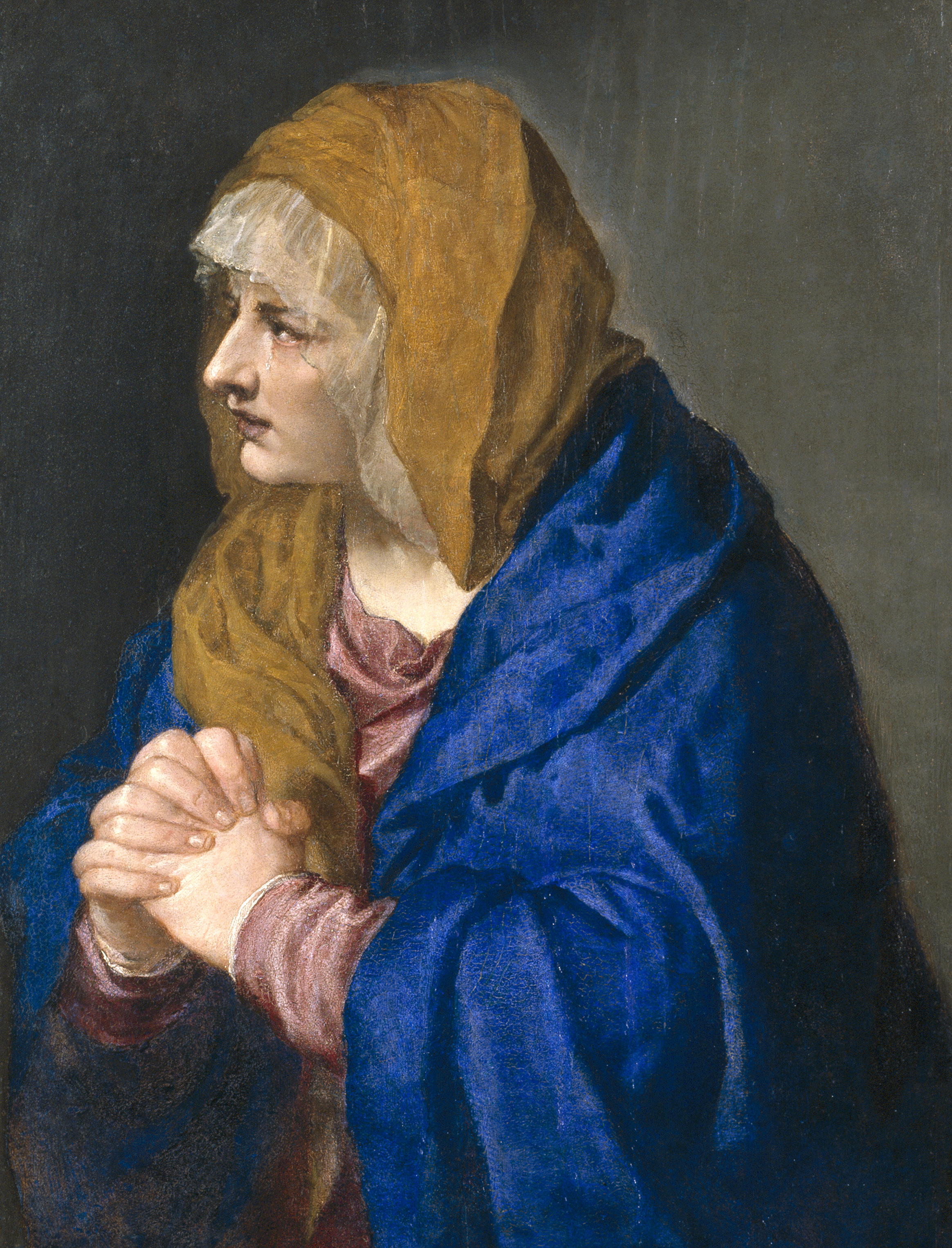
『両手を組んだ悲しみの聖母』1554年 プラド美術館所蔵
『両手を開いた悲しみの聖母』1555年 プラド美術館所蔵